# Leptura doii
Leptura doii es una especie de escarabajo longicornio del género Leptura, categorizada en la tribu Lepturini, de la subfamilia Lepturinae. Fue descrita por Matsushita en 1933.

## Descripción
Mide 14,3 mm de longitud.

## Distribución
Se distribuye por Japón.